# Adivinanza veronesa
La adivinanza veronesa (indovinello veronese en italiano) es un breve texto escrito en los márgenes de un pergamino, datado hacia finales del siglo VIII o principios del siglo IX y que constituye, junto con los Juramentos de Estrasburgo y los Cartularios de Valpuesta, el primer texto conocido en una lengua romance. Reza del siguiente modo: 

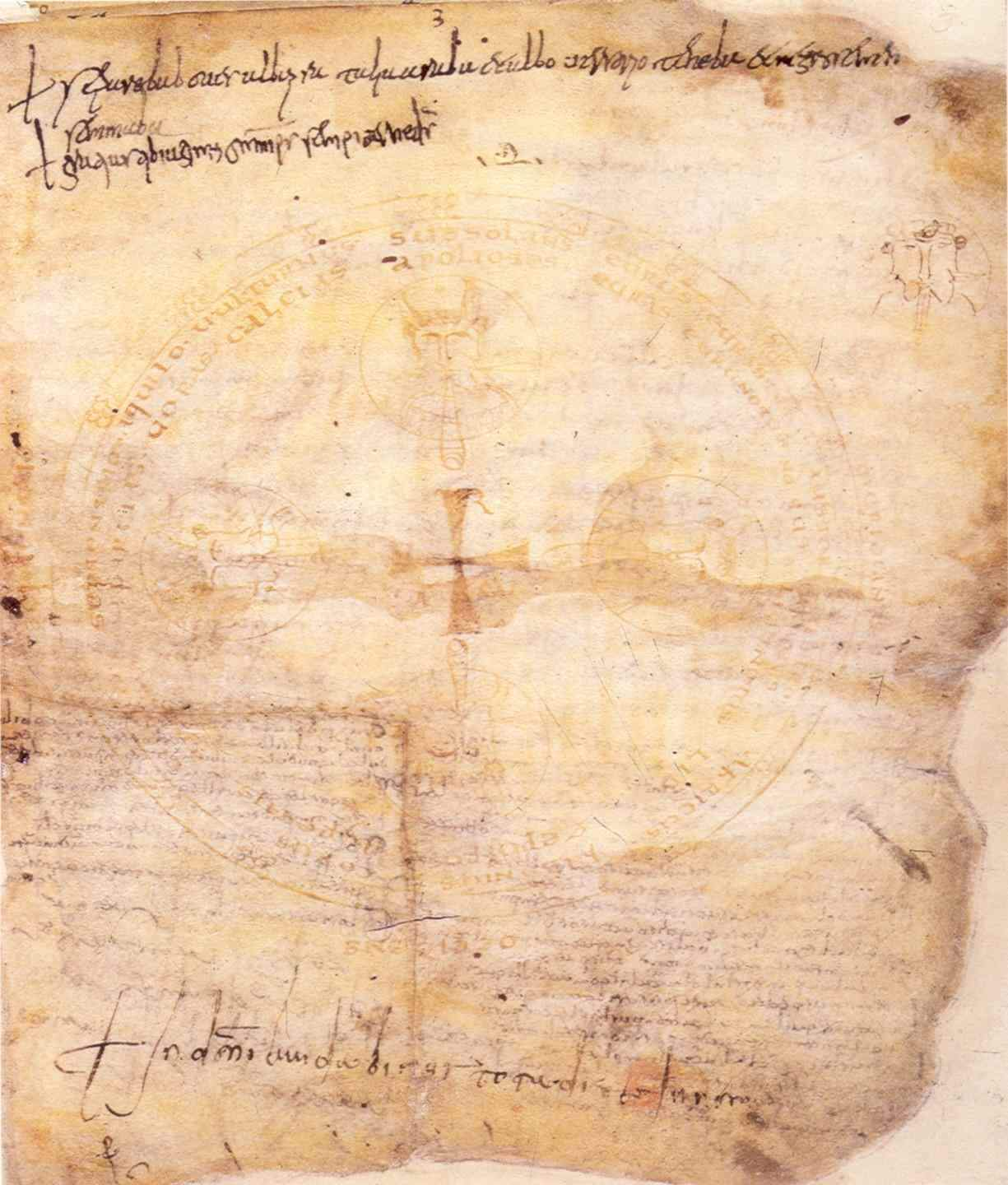
Adivinanza veronesa.

Se pareba boves,
alba pratàlia aràba
et albo versòrio teneba,
et negro sèmen seminaba

## Significado
Se trata de un testimonio autorreferencial: la descripción del acto de escribir hecha por el propio amanuense. Es una adivinanza frecuente en la literatura tardolatina.
"Delante de sí guiaba a los bueyes,
araba un prado blanco, 
tenía un arado blanco,
y sembraba una semilla negra".
El significado es la escritura. Los bueyes representan a los dedos, partes de trabajo del cuerpo; el prado blanco era una hoja o pergamino; el arado blanco la pluma, que en ese tiempo solían ser de ganso (blancas); y la semilla negra, la escritura.

## Orígenes
Hallado en la Biblioteca Capitual de Verona en 1924, el códice procede de España, casi con total seguridad Tarraconense, desde donde pudo ser trasladado a Cagliari y Pisa, antes de llegar definitivamente a Verona. Diversos rasgos del dialecto veronés detectados en el texto (como versorio con el sentido de arado, así como los imperfectos de indicativo en -eba) permiten deducir que el autor fue un amanuense veronés, probablemente de la misma Biblioteca Capitular.
- Datos: Q2641504